# 1975 SE2
1975 SE2 är en asteroid i huvudbältet som upptäcktes den 30 september 1975 av den amerikanska astronomen Schelte J. Bus vid Palomar-observatoriet.
Den tillhör asteroidgruppen Vesta.